# Peyton Place (Fernsehserie)
Peyton Place ist eine US-amerikanische Fernsehserie, die zwischen 1964 und 1969 von 20th Century Fox für ABC produziert wurde. Sie basiert auf dem gleichnamigen Bestseller-Roman von Grace Metalious und gilt als die erste Seifenoper im Fernsehen.

## Handlung
Die fiktive Kleinstadt Peyton Place in Neuengland wird von Martin Peyton regiert. Zu seiner Familie gehört sein Schwiegersohn Leslie Harrington mit dessen Söhnen Rodney und Norman. Der jüngere Sohn Norman ist mit Rita verheiratet; Rodney ist in zweiter Ehe mit Betty Anderson verheiratet, die im Streit Adrienne Van Leyden tötet. Van Leyden wollte Martin Peyton heiraten, der wiederum kurze Zeit später verstirbt.
Zu den weiteren Charakteren zählen der Arzt Dr. Michael Rossi, Anwalt Steven Cord (Ex-Mann von Betty), Pfarrer Tom Winter und der Neurochirurg Dr. Harry Miles, mit Frau Alma und Sohn Lew.

## Hintergrund
Die Seifenoper lief im US-amerikanischen Fernsehen mehrfach wöchentlich im Abendprogramm zur „Prime Time“ und gilt als Vorgänger von Familienserien wie Dallas und Der Denver-Clan.
Die Serie folgte den Filmen Glut unter der Asche (nominiert für neun Oscars) und Rückkehr nach Peyton Place, die auf den Bestseller-Romanen von Grace Metalious basieren; die Filme wurden zuletzt im Juli 1997 im ZDF ausgestrahlt.
Die Fernsehserie wurde, mit Ausnahme einzelner Außenaufnahmen, in den RKO Studios und den 20th Century Fox Studios (Stage 3 und 9) aufgenommen; zwischen 1964 und 1966 wurden die Folgen auf 35-Millimeter-Film in Schwarz-Weiß produziert, von 1966 bis 1969 in Farbe.
Peyton Place hatte Einfluss auf zahlreiche Medienschaffende und wird in einigen Fernsehformaten und Kinofilmen referenziert. So wurde in Filmen wie Der tolle Mr. Flim-Flam, Rosemaries Baby, Once Upon a Time in Hollywood und Serien wie Mad Men oder American Horror Story darauf Bezug genommen.
Von 1972 bis 1974 folgte eine Fortsetzung der Serie namens Rückkehr nach Peyton Place (engl. Return to Peyton Place) auf NBC, die nur lose auf Peyton Place und ihren Charakteren basierte. 1977 und 1985 folgten die Fernsehfilme Murder in Peyton Place und Peyton Place: The Next Generation. Im Jahr 1979 wurde ein Pilotfilm zur Neuauflage der Serie namens Peyton Place ’79 gedreht; es blieb allerdings bei dem Film.
Mia Farrow wurde mit Peyton Place einem breiten Publikum als Allison Mackenzie bekannt, verließ die Serie aber bereits vor Ende der dritten Staffel.

## Besetzung und Synchronisation
Die Synchronisation wurde von der Deutsche Synchron Filmgesellschaft mbH & Co. Karlheinz Brunnemann Produktions KG aus Berlin erstellt, unter der Dialogregie von Hans-Jürgen Dittberner.
| Rollenname                     | Schauspieler                                   | Synchronsprecher |
| ------------------------------ | ---------------------------------------------- | ---------------- |
| Betty Anderson Harrington Cord | Barbara Parkins                                | Eva Kryll        |
| Constance Mackenzie Carson     | Dorothy Malone                                 | Renate Danz      |
| Dr. Michael Rossi              | Ed Nelson                                      | Hans-Jürgen Wolf |
| Elliot Carson                  | Tim O’Connor                                   | Klaus Jepsen     |
| Steven Cord                    | James Douglas                                  | Lothar Hinze     |
| Allison Mackenzie              | Mia Farrow                                     |                  |
| Leslie Harrington              | Paul Langton                                   |                  |
| Rodney Harrington              | Ryan O’Neal                                    |                  |
| Norman Harrington              | Christopher Connelly                           |                  |
| Julie Anderson                 | Kasey Rogers                                   |                  |
| Hannah Cord                    | Ruth Warrick                                   |                  |
| Matthew Swain                  | Warner Anderson                                |                  |
| George Anderson                | Henry Beckman                                  |                  |
| Dr. Robert Morton              | Kent Smith                                     |                  |
| Laura Brooks                   | Patricia Breslin                               |                  |
| Martin Peyton                  | George Macready Wilfrid Hyde-White (Staffel 4) |                  |
| Rev. Tom Winter                | Robert Hogan                                   |                  |

## Ausstrahlung und Episoden
Zwischen dem 15. September 1964 und 2. Juni 1969 wurde Peyton Place auf dem US-amerikanischen Fernsehsender ABC in insgesamt fünf Staffeln mit 514 Folgen ausgestrahlt.
Im deutschen Fernsehen wurde Peyton Place erstmals, beginnend ab Staffel 3 (Folge 268), zwischen dem 6. Oktober 1990 und 31. März 1991 auf ProSieben ausgestrahlt. Es folgten zwischen 1992 und 1993 Wiederholungen auf „Der Kabelkanal“ (heute: kabel eins) und im Jahr 1994 auf TV München. Im Bezahlfernsehen war die Fernsehserie 1996 auf dem DF1-Sender „Herz & Co.“, im Jahr 2000 auf dem ehemaligen Sky-Deutschland-Sender „Sunset“ und zuletzt im Jahr 2007 auf kabel eins classics zu sehen. Die ersten beiden noch in Schwarz-Weiß produzierten Staffeln wurden bislang weder synchronisiert noch im deutschsprachigen Raum ausgestrahlt; die letzte Folge wurde erstmals am 20. Juni 2007 auf kabel eins classics gesendet.
| Staffel | Folgen | Erstausstrahlung (DE)                                                                            | Erstausstrahlung (USA)                  |
| ------- | ------ | ------------------------------------------------------------------------------------------------ | --------------------------------------- |
| 1       | 114    |                                                                                                  | 15. September 1964 – 10. September 1965 |
| 2       | 153    |                                                                                                  | 14. September 1965 – 7. September 1966  |
| 3       | 101    | 6. Oktober 1990 – 30. März 1991 (ProSieben)                                                      | 2. September 1966 – 7. September 1967   |
| 4       | 92     | 30. März 1991 – 31. März 1991 (ProSieben) 29. August 1992 – 28. Januar 1993 (Der Kabelkanal)     | 11. September 1967 – 11. September 1968 |
| 5       | 54     | 28. Januar 1993 – 30. April 1993 (Der Kabelkanal) 20. Juni 2007 (kabel eins classics; Folge 514) | 16. September 1968 – 2. Juni 1969       |

Die Staffeln der Fernsehserie wurden in englischer Sprache von Shout! Factory auf DVD veröffentlicht. Staffel 1 erschien am 19. Mai 2009 (5 Medien, s/w), Staffel 2 erschien am 14. Juli 2009 (5 Medien, s/w), Staffel 3 am 27. März 2018, Staffel 4 am 26. Juni 2018 und Staffel 5 am 11. September 2018.

## Auszeichnungen und Nominierungen
Die Serie wurde zwischen 1965 und 1967 mehrfach für den Primetime Emmy Award und den Golden Globe Award nominiert und einmal mit dem Emmy Award ausgezeichnet.
Emmy Awards
- 1966: Nominierung in der Kategorie „Outstanding Continued Performance by an Actress in a Leading Role in a Dramatic Series“ für Barbara Parkins
- 1966: Auszeichnung in der Kategorie „Outstanding Performance by an Actress in a Supporting Role in a Drama“ für Lee Grant
- 1967: Nominierung in der Kategorie „Outstanding Performance by an Actress in a Supporting Role in a Drama“ für Ruth Warrick

Golden Globe Awards
- 1965: Nominierung in der Kategorie „Actress in a Television Series“ für Dorothy Malone
- 1966: Nominierung in der Kategorie „Actress in a Television Series“ für Dorothy Malone
- 1966: Nominierung in der Kategorie „Actress in a Television Series“ für Mia Farrow